# Patrick Dimbala
Patrick Dimbala (Kinshasa, 20 september 1982) is een Belgisch voormalig voetballer van Congolese komaf. Dimbala was een aanvaller. Hij is vooral bekend van zijn periode bij SC Eendracht Aalst en KAA Gent begin deze eeuw. 

## Jeugdcarrière
- 1991-1996:  SV Asse
- 1996-1999:  SC Eendracht Aalst

## Profcarrière
- 1999-12/2001:  SC Eendracht Aalst 38 (7)
- 12/2001-02/2004:  KAA Gent 38 (5)
- 02/2004-2004:  KV Kortrijk
- 2004-2006:  Excelsior Moeskroen 57 (7)
- 2006-2007:   Asteras Tripolis 2 (0)
- 2007-2009:  Levadiakos 58 (11)
- 2009-2010:  PAS Giannina 26 (4)
- 2011:  Levadiakos 17 (4)
- 2012-2014 :  Panionios 11 (2)